# Weston (Pennsylvanie)
 (août 2025).
Pour les articles homonymes, voir Weston.
Weston est une census-designated place située dans le comté de Luzerne, dans l’État de Pennsylvanie, aux États-Unis. Lors du recensement de 2020, elle compte 332 habitants.